# آکیرا آندو
آکیرا آندو (انگلیسی: Akira Ando؛ زادهٔ ۲۸ ژوئن ۱۹۹۵) بازیکن فوتبال اهل ژاپن است.